# Mănăstirea Lorsch
Mănăstirea Lorsch este un monument istoric, înscris în anul 1991 pe lista patrimoniului cultural mondial UNESCO. 

Torhalle (partea vestică)

## Protopopii
- Mănăstirea Altenmünster (Protopopie din 1071)
- cella Michelstadt-Steinbach (Protopopie din 1073)
- Mănăstirea St. Michael de pe Heiligenberg din Heidelberg
- Mănăstirea St. Stephan de pe Heiligenberg din Heidelberg
- Mănăstirea Neuburg

## Abați
| Nume                                                   | de la     | până la   |
| ------------------------------------------------------ | --------- | --------- |
| Bischof Chrodegang von Metz                            | 764       | 765       |
| Abt Gundeland                                          | 765       | 778       |
| Abt Helmerich                                          | 778       | 784       |
| Abt Richbod                                            | 784       | 804       |
| Abt Adalung                                            | 804       | 837       |
| Abt Samuel                                             | 837       | 857       |
| Abt Eigilbert                                          | 857       | 864/865   |
| Abt Thiothroch                                         | 864/865   | 876       |
| Abt Babo                                               | 876       | 881       |
| Abt Walther                                            | 881       | 882       |
| Abt Gerhard                                            | 883       | 893       |
| Abt Adalbero                                           | 895       | 897       |
| Abt Liuther                                            | 897       | 900       |
| Abt Adalbero                                           | 900       | 901       |
| Abt Hatto I.                                           | 901       | 913       |
| Abt Liuther                                            | 914       | 931       |
| Abt Evergis                                            | 931       | 948?      |
| Abt Brun (Bruder von Otto I.)                          | 948?      | 951       |
| Abt Gerbod                                             | 951       | 972       |
| Abt Salmann                                            | 972       | 999       |
| Abt Werner I.                                          | 999       | 1001      |
| Abt Werner II.                                         | 1001      | 1002      |
| Abt Gerold I.                                          | 1002      | 1005      |
| Abt Poppo, auch Abt von Fulda (fränkische Babenberger) | 1006      | 1018      |
| Abt Reginbald                                          | 1018      | 1032      |
| Abt Humbert                                            | 1032      | 1037      |
| Abt Bruning                                            | 1037      | 1043      |
| Abt Hugo I.                                            | 1043      | 1052      |
| Abt Arnold                                             | 1052      | 1055      |
| Abt Udalrich                                           | 1056      | 1075      |
| Abt Adalbert                                           | 1075      | 1077      |
| Abt Winther (Saargaugrafen)                            | 1077      | 1088      |
| Abt Anselm                                             | 1088      | 1101      |
| Abt Gerold II.                                         | 1101      | 1105      |
| Abt Hugo II.                                           | 1105      | -         |
| Abt Gebhard                                            | 1105      | 1107      |
| Abt Erminold                                           | 1107      | 1111?     |
| Abt Benno                                              | 1111?     | 1119      |
| Abt Heidolf                                            | 1119      | -         |
| Abt Hermann                                            | 1124      | 1125      |
| Abt Diemo                                              | 1125      | 1139      |
| Abt Baldemar                                           | 1140      | 1141      |
| Abt Folknand                                           | 1141      | 1148      |
| Abt Hildebert                                          | 1148      | -         |
| Abt Marquard                                           | 1148      | 1149      |
| Abt Heinrich                                           | 1151      | 1167      |
| Abt Sigehard                                           | 1167      | 1199/1200 |
| Abt Leopold von Schönfeld                              | 1199/1200 | 1214      |
| Abt Konrad                                             | 1214      | 1229      |